# Římskokatolická farnost Ostrava-Polanka
Římskokatolická farnost Ostrava-Polanka je farnost římskokatolické církve v děkanátu Ostrava ostravsko-opavské diecéze.
Farním kostelem je kostel svaté Anny v Polance nad Odrou, novogotická stavba z let 1892–1898 (vysvěcen 22. dubna 1900).

## Historie
Vesnice Polanka nad Odrou patřila již ve středověku k farnosti Klimkovice. Nebyl tu kostel, ale porubský zámek měl kapli svatého Michaela archanděla zbudovanou za Konstancie Kornicové z Poruby (1599–1614), při barokní přestavbě zámku za Jana Kryštofa Vaneckého z Jemničky (1663) přebudovanou na kostelík částečně přístupný veřejnosti. U něho se roku 1729 utvořilo náboženské bratrstvo povolené zvláštní papežskou bulou. (Tato kaple byla zbořena v 60. letech 20. století.)
Místní občané žádali již roku 1784 o samostatnou duchovní správu, žádost však byla zamítnuta. V roce 1829 nechal bravantický důchodní Maxmilián Lukovský v Horní Polance vystavět kapli svatého Jana Nepomuckého, vysvěcenou roku 1833. Na jejím místě pak byla v letech 1861–1862 postavena dosud existující obecní kaple Blahoslavené Panny Marie, jež byla vysvěcena v roce 1867, a následujícího roku obec opět žádala vrchnost (kněžnu Marii von Blücher-Wahlstatt) o podporu zřízení řádného kostela a farnosti. Od roku 1872 existoval spolek pro stavbu kostela, která se nakonec s průtahy uskutečnila v letech 1892–1900. Zřízení duchovní správy povolil olomoucký arcibiskup Bedřich z Fürstenberka 15. července 1889, farnost však byla zřízena až po vystavění farního kostela a fary roku 1898 a první farář, P. Josef Raiman, nastoupil až roku 1903.
V 19. století vznikly i další dosud stojící a v nedávné době opravené kaple: drobnější kaple svatého Vendelína z 1. poloviny 19. století a velká tzv. Frankova kaple, již postavil na svém pozemku u hřbitova roku 1877–1879 sedlák Josef Franek ze stavebního materiálu, jejž hodlal věnovat na nerealizovanou stavbu vesnického kostela. Ta nyní slouží jako obřadní síň.
Farnost od počátku zahrnovala pouze vesnici Polanka nad Odrou (od roku 1976 městský obvod města Ostravy). Osady Václavovice a Fonovice, které byly tehdy součástí obce Polanka nad Odrou, však zůstaly součástí klimkovické farnosti a roku 1948, resp. 1953, byly i k městu Klimkovice od Polanky přičleněny. Zato k polanecké farnosti patřila vždy i osada Janová.
Farnost byla od založení součástí bíloveckého děkanátu, avšak poté, co roku 1976 obec Polanka nad Odrou integrovala k Ostravě, byla i farnost přidělena k děkanátu Ostrava (do roku 1978 děkanát Moravská Ostrava). Do roku 1996 byla součástí arcidiecéze olomoucké, od uvedeného roku pak nově vytvořené diecéze ostravsko-opavské.
Stávajícím (2013) farářem v Polance je Zdeněk Pluhař.